# Northern Lighthouse Board

Bandiera navale del Northern Lighthouse Board.

Northern Lighthouse Board ("Consiglio per i fari del nord", in inglese), abbreviato NLB, è l'autorità generale per i fari e gli ausili alla navigazione competente per la Scozia e l'Isola di Man. Il NLB gestisce 208 fari principali, 34 fanali, 165 boe, 27 radiofari ("racon") ed altri servizi di ausilio alla navigazione.

## Storia
Il Northern Lighthouse Board nacque nel 1786 con la Legge nº26 emanato da Giorgio III del Regno Unito, che nominava 19 Commissari con il compito di erigere 4 fari nella parte settentrionale della Gran Bretagna per aumentare la sicurezza della navigazione e della pesca. La Legge nº26 dava ai Commissari poteri sufficienti per acquistare i terreni, riscuotere i pedaggi e raccogliere fondi. Una Legge del Parlamento del Regno Unito del 1798 cita i Commissari con il titolo di "The Commissioners of the Northern Lighthouses" ("i Commissari per i fari del Nord", in inglese). Con "Legge per la marina mercantile" del 1853 i Commissari diventano l'attuale Northern Lighthouse Board, ovvero il "Consiglio per i Fari del Nord".

### L'automazione
Il processo di automazione dei fari del Northern Lighthouse Board inizia già nel 1864, con il faro di Oxcars, nel mezzo del fiume Forth appena fuori Granton, che fino ad allora era condotto da due guardiani. Venne installato un meccanismo ad orologeria che accende la lampada a gas la sera e la spegne il mattino. Una volta alla settimana, un barcaiolo incaricato provvedeva al rifornimento di gas, che veniva fornito da Granton Gasworks, ed alla ricarica del dispositivo ad orologeria.
Agli inizi degli anni sessanta del XX secolo esistevano già 100 fanali automatizzati: si trattava di fari minori, con una portata inferiore alle 14 miglia. Tuttavia il costo del personale per gli altri 90 fari maggiori stava diventando eccessivo, e il NLB dovette disporre un intenso programma di automazione: molti importanti fari off-shore vennero automatizzati mediante l'installazione di lampade ad acetilene controllati da una valvola Dalen, come Auskerry, Start Point, Out Skerries ed altri.
All'epoca l'energia solare era disponibile, ma la tecnologia non era ancora abbastanza efficiente per consentirne l'uso sui fari.
In questa fase vennero installate ottiche rotanti azionate dalla pressione dello stesso gas che alimentava la lampada. Queste ultime erano del tipo "a mantello", in cui la luce era prodotta da una reticella resa incandescente dalla combustione.
Questo tipo di lampada era molto efficiente e poté essere utilizzata anche nei fari d'altura cui era richiesta una portata superiore alle 18 miglia.
Nel 1970 venne installato il primo sistema di monitoraggio a distanza sul faro di Fidra, che veniva controllato via radio UHF dal personale che presidiava il faro di Barn Ness. Negli anni successivi iniziò l'installazione di sistemi di monitoraggio  nei fari di Ushenish, Dubh Artach e delle Isole Flannan. Questi sistemi trasmettevano via radio lo stato di funzionamento ogni due ore tramite una sequenza di toni. Il funzionamento fu incoraggiante e nel 1977 venne installato un ponte radio ad alta potenza tra Holy Island e Corsewall.
Nel frattempo NBL aveva sviluppato un sistema di monitoraggio tramite rete telefonica PSTN che venne installato da Stoer Head a Butt of Lewis, e da lì a St Abbs Head (nei pressi del villaggio di St Abbs), che divenne centro di controllo. I sistemi di monitoraggio sul posto trasmettevano dei messaggi di allarme audio registrati su nastro attraverso la linea telefonica.
Tra il 1960 ed il 1980 vennero automatizzati 25 fari maggiori: l'automazione dei restanti 65 venne completata nel 1998, con l'automazione dell'ultimo faro presidiato, quello di Fair Isle South.

## Fari
Il Northern Lighthouse Board gestisce i seguenti fari attivi:
- Ailsa Craig
- An T-Iasgair
- Ardmore
- Ardnamurchan Lighthouse, ad Ardnamurchan Point
- Ardtornish
- Ardtreck
- Auskerry
- Bagi Stack
- Barns Ness
- Barra Head
- Barrel of Butter
- Bass Rock
- Bell Rock
- Bressay Lighthouse
- Brough of Birsay
- Buchan Ness
- Bullia Skerry
- Butt of Lewis
- Calf of Man
- Cantik Head
- Cape Wrath
- Chanonry
- Chicken Rock
- Copinsay
- Corsewall
- Covesea
- Cromarty
- Davaar
- Douglas Head
- Dubh Artach
- Duncansby Head
- Dunnet Head
- Eilean Glas
- Eshaness
- Fair Isle North
- Fair Isle South
- Fidra
- Fife Ness
- Flannan Islands
- Foula
- Girdle Ness
- Holburn Head
- Hyskeir
- Inchkeith
- Isle of May
- Killantringan
- Kinnaird Head
- Langness
- Lismore
- Maughold Head
- Monach
- Muckle Flugga
- Mull of Galloway
- Mull of Kintyre
- Neist Point
- North Ronaldsay
- Noss Head
- Noup Head
- Ornsay
- Out Skerries Lighthouse
- Pentland Skerries
- Point of Ayre
- Rattray Head
- Rinns of Islay
- Rona
- Rubh Re
- Ruvaal
- Sanda
- Scurdie Ness
- Skerryvore
- St.Abbs Head
- Start Point
- Stoer Head
- Strathy Point
- Stroma
- Sule Skerry
- Faro di Sumburgh Head,a Sumburgh Head
- Tarbat Ness
- The Winkie Lighthouse (Point of Ayre)
- Thousla Rock
- Tiumpan Head
- Tod Head
- Tor Ness
- Turnberry
- Ushenish
- Uyea Sound
- Valia Sound
- Vaternish

## Altre GLA nel Regno Unito
La gestione dei fari nel Regno Unito è affidata a tre General Lighthouse Authorities (GLA). Oltre a Commissioners of Irish Lightse, esse sono:
- Trinity House: competente i territori di Inghilterra, Galles, Isole del Canale, Gibilterra ed altre acque territoriali britanniche;
- Commissioners of Irish Lights: competente per i fari dell'isola d'Irlanda, sia nell'Irlanda del Nord che nella Repubblica d'Irlanda.